# Scapulaseius beelarong
Scapulaseius beelarong är en spindeldjursart som först beskrevs av Schicha och Corpuz-Raros 1992.  Scapulaseius beelarong ingår i släktet Scapulaseius och familjen Phytoseiidae. Inga underarter finns listade i Catalogue of Life.